# Джанфранко Маттеолі
Джанфранко Маттеолі (італ. Gianfranco Matteoli; нар. 21 квітня 1959, Оводда) — італійський футболіст, що грав на позиції півзахисника. По завершенні ігрової кар'єри — тренер.
Виступав, зокрема, за «Інтернаціонале», з яким став чемпіоном Італії та володарем Суперкубка Італії, а також національну збірну Італії.

## Клубна кар'єра
Народився 21 квітня 1959 року в місті Оводда. Вихованець футбольної школи клубу «Канту». У дорослому футболі дебютував 1975 року у дорослій команді, в якій провів один сезон, взявши участь у 3 матчах Серії D.
1976 року Маттеолі перейшов у «Комо», але через деякий час відправився в оренду за ігровою практикою в «Джуліанову». У січні 1978 року Джанфракнко повернувся в Ларіо, але потім знову відправляється в оренду в «Осіману» і, нарешті, в «Реджані», де він грав два сезони і став повноцінним гравцем основного складу
Повернувшись влітку 1982 року до «Комо», після двох сезонів в Серії В він допоміг команді вийти до вищого дивізіону. Дебютував в Серії А 16 вересня 1984 року в матчі проти «Ювентуса» (0:0) і був визнаний одним з найкращих півзахисників сезону.
У 1985 році він переїхав до «Сампдорії», де провів лише один сезон, після чого за 4,8 мільярда лір був придбаний «Інтернаціонале». Міланці на чолі з Джованні Трапаттоні були однією з найкращих команд країни і 1989 року вибороли титул чемпіона Італії та стали володарем Суперкубка Італії. У цьому ж сезоні Маттеолі 27 листопада 1988 року встановив рекорд забивши найшвидший гол і історії Серії А, відзначившись у матчі проти «Чезени» через 9,9 секунд після початку гри. 10 січня 1993 року Марко Бранка пообив цей рекорд, забивши гол на 9,1 секунді, але і той рекорд був побитий — Паоло Поджи забив свій гол на 8,9 секунді матчу 2 грудня 2001 року.
1990 року уклав контракт з клубом «Кальярі», у складі якого провів наступні чотири роки своєї кар'єри гравця. Граючи у складі «Кальярі» також здебільшого виходив на поле в основному складі команди і 1993 року допоміг клубу після багаторічної відсутності в єврокубках кваліфікуватись до Кубку УЄФА. Там клуб дійшов до півфіналу, де програв «Інтеру», який потім виграв турнір.
Завершив ігрову кар'єру у команді «Перуджа», за яку виступав протягом сезону 1994/95 років.

## Виступи за збірні
Протягом 1984—1986 років залучався до складу молодіжної збірної Італії, з якою став фіналістом молодіжного чемпіонату Європи 1986 року. Всього на молодіжному рівні зіграв у 14 офіційних матчах.
6 грудня 1986 року дебютував в офіційних іграх у складі національної збірної Італії в матчі відбору на чемпіонат Європи 1988 року проти Мальти (2:0). Наступного року зіграв ще у двох матчах відбору та трьох товариських іграх, після чого за збірну більше не грав.

## Кар'єра тренера
З 1999 року працював тренером юнацької команди «Кальярі», а 15 жовтня 2001 року після звільнення головного тренера першої команди Антоніо Сали Маттеолі став виконувачем головного тренера. Однак 18 грудня після поганих результатів Маттеолі був звільнений і незабаром повернувся до роботи з молоддю.
29 грудня 2005 року обійняв посаду технічного директора «Кальярі», де пропрацював протягом 10 років і покинув її 26 травня 2015 року.
1 листопада 2015 року він приєднався до «Комо», ставши технічним консультантом нового головного тренера клубу Джанлуки Фести, де пропрацював до березня.
4 липня 2016 року він був призначений куратором молодіжного сектору «Інтернаціонале».

## Статистика виступів

### Статистика виступів за збірну
| Дата      | Місто    | Господарі  | Результат | Гості     | Турнір            | Голи | Примітки |
| --------- | -------- | ---------- | --------- | --------- | ----------------- | ---- | -------- |
| 6-12-1986 | Валлетта | Мальта     | 0 – 2     | Італія    | Відбір до ЧЄ 1988 | -    | 74'      |
| 24-1-1987 | Бергамо  | Італія     | 5 – 0     | Мальта    | Відбір до ЧЄ 1988 | -    | 56'      |
| 14-2-1987 | Лісабон  | Португалія | 0 – 1     | Італія    | Відбір до ЧЄ 1988 | -    | 76'      |
| 18-4-1987 | Кельн    | ФРН        | 0 – 0     | Італія    | товариський матч  | -    | 57'      |
| 10-6-1987 | Цюрих    | Італія     | 3 – 1     | Аргентина | товариський матч  | -    | 77'      |
| 23-9-1987 | Піза     | Італія     | 1 – 0     | Югославія | товариський матч  | -    | 53'      |
| Усього    |          | Матчів     | 6         |           | Голів             | 0    |          |

## Титули і досягнення
- Чемпіон Італії (1):

«Інтернаціонале»: 1988–1989
- Володар Суперкубка Італії (1):

«Інтернаціонале»: 1989